# Bicicleta-ambulância

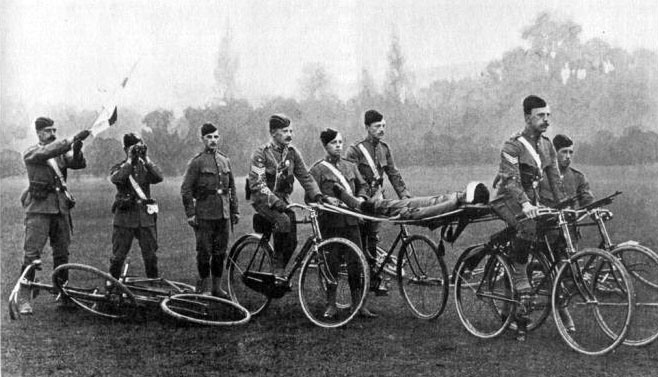
Bicicletas-ambulâncias em uso na Primeira Guerra Mundial

As bicicletas-ambulâncias são uma solução prática e inovadora para o transporte de pacientes em áreas onde os recursos são escassos e as barreiras geográficas dificultam o acesso a veículos motorizados. Estas bicicletas, adaptadas com mini-carroças e/ou macas, permitem o transporte seguro de pacientes em regiões rurais e remotas, especialmente em países em desenvolvimento. O uso desse meio de transporte para a remoção de pacientes tem sido usado há mais de um século, inclusive em guerras, como a Primeira Guerra Mundial.
Em Moçambique, as bicicletas-ambulâncias têm sido amplamente adotadas em várias províncias para melhorar o acesso a cuidados de saúde. Em Zambézia e Sofala, por exemplo, organizações não governamentais e iniciativas comunitárias têm promovido o uso dessas bicicletas para garantir que pacientes em áreas de difícil acesso possam chegar aos centros de saúde. A rapidez e a eficiência proporcionadas por este meio de transporte são essenciais, especialmente em emergências médicas onde cada minuto é crucial.
No Brasil há também exemplos isolados de uso de bicicletas-ambulâncias em algumas cidades, sendo utilizadas para transporte de pacientes.
A principal vantagem das bicicletas-ambulâncias é o seu baixo custo de operação e manutenção, além de serem uma opção ecologicamente correta. Em comparação com os veículos motorizados, as bicicletas podem ser usadas em terrenos acidentados e caminhos estreitos, comuns em regiões rurais. Além disso, a facilidade de manutenção e a disponibilidade de peças tornam as bicicletas-ambulâncias uma escolha sustentável e viável para comunidades com recursos limitados.
O uso de bicicletas-ambulâncias não se restringe a Moçambique e ao Brasil. Em países como Malawi, Namíbia, Burundi, Uganda e Bangladesh, este meio de transporte tem sido fundamental para melhorar o acesso aos serviços de saúde em áreas rurais. Na Índia, várias ONGs têm promovido o uso de bicicletas-ambulâncias para atender comunidades isoladas, onde os métodos tradicionais de transporte são inviáveis.
Além do modelo de bicicleta-ambulância de transporte de pacientes, há um modelo ainda mais conhecido, em que o veículo é utilizado para levar socorristas e outros profissionais de saúde até o local onde o socorro foi solicitado. No Brasil, na França, no Reino Unido, e em outros países o serviço vem funcionando satisfatoriamente, oferecendo auxílio rápido, sobretudo em locais sujeitos a congestionamentos ou com vias em que carros não transitam. Há um também versões motorizadas, à combustível ou elétricas, tanto das bicicletas-ambulâncias de transporte de pacientes, quanto das de transporte de socorristas.
As bicicletas-ambulâncias desempenham um papel crucial na garantia de que os cuidados de saúde sejam acessíveis a todos, independentemente das barreiras geográficas e da infraestrutura limitada. A sua implementação em diversas partes do mundo demonstra a eficácia e a importância desta solução simples e sustentável para desafios complexos de transporte médico.